# Kremnické Bane
Kremnické Bane (bis 1948 slowakisch „Piargy“ – bis 1927 „Piarg“; deutsch Johannesberg, ungarisch Jánoshegy – älter auch Perk oder Berg) ist eine kleine Gemeinde im mittelslowakischen Kraj Banská Bystrica.

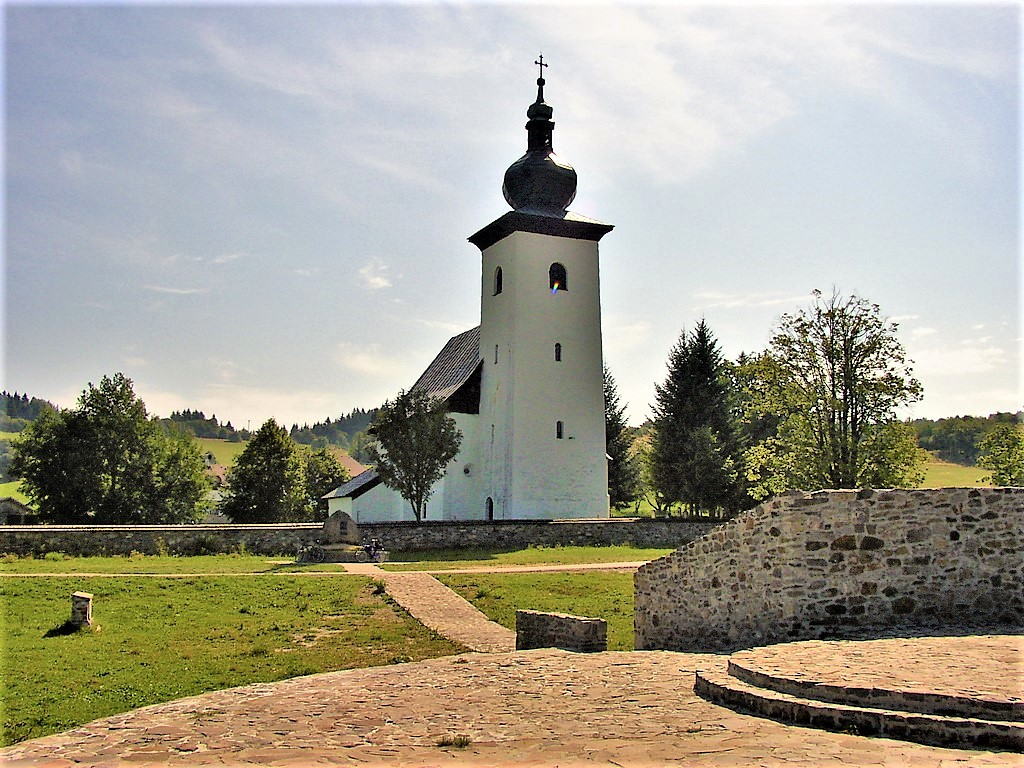
Kirche des Heiligen Johannes und der Mittelpunkt Europas

Die Gemeinde liegt vier Kilometer nördlich der Stadt Kremnica auf einem Pass zwischen den Regionen Pohronie und Turiec in den Kremnitzer Bergen, auf der Hauptstraße 65 zwischen Žiar nad Hronom und Martin.
Der Ort wurde erstmals 1361 als Villa Johannis erwähnt, gehört zur Stadt Kremnica und war ursprünglich ein deutsches Dorf. In den Jahren 1980 bis 1992 war er ein Stadtteil von Kremnica.
Es gibt im Ort einige Bergbaustrukturen (z. B. eine historische Wasserleitung); weiterhin gibt es eine kleine Kirche des Heiligen Johannes (13. Jahrhundert), die auch zu den möglichen Mittelpunkten Europas gehört.
Bei der Volkszählung von 2001 erklärten sich von 250 Einwohnern 88,4 % als Slowaken, 10,40 % als Deutsche und 0,40 % als Tschechen. Die dominierende Konfession war römisch-katholisch mit 79,6 %.

## Bevölkerung
| Jahr                | 1994 | 2004    | 2014    | 2024    |
| ------------------- | ---- | ------- | ------- | ------- |
| Anzahl der Personen | 247  | 265     | 268     | 251     |
| Unterschied         |      | +7,28 % | +1,13 % | −6,34 % |

| Jahr                | 2023 | 2024    |
| ------------------- | ---- | ------- |
| Anzahl der Personen | 246  | 251     |
| Unterschied         |      | +2,03 % |